# As-Suwajda (dystrykt)
As-Suwajda – jedna z 3 jednostek administracyjnych drugiego rzędu (dystrykt) muhafazy As-Suwajda w Syrii.
W 2004 roku dystrykt zamieszkiwało 172 583 osób.